# Maarten Albert Vente
Maarten Albert Vente (M.A. Vente) (Nieuwerkerk aan den IJssel, 7 juni 1915 – Utrecht, 13 juli 1989) was een Nederlands organoloog, gespecialiseerd op het gebied van de kerkorgels.

## Leven en werk
Hij was zoon van Neeltje Cornelia Clasina Ketel en graanhandelaar Albert Vente. Hijzelf was getrouwd met Johanna Petronella Dijksman.
Van huis uit was Vente historicus met na het Rotterdamse Marnix Gymnasium een studie aan de Universiteit Utrecht in de richtingen geschiedenis en sociale geografie, met als bijvak muziekwetenschap. Hij was enige tijd leraar aardrijkskunde en geschiedenis op middelbare scholen in Leeuwarden, Zwolle en Utrecht. Zijn bijvak werd hoofdvak en in 1942 promoveerde hij met als promotor Albert Smijers. Het proefschrift draagt de titel: Bouwstoffen tot de geschiedenis van het orgel in de 16e eeuw. De basis daartoe werd gelegd tijdens een gedwongen verblijf in het Oranjehotel in Scheveningen in 1940.
Vanaf 1958 was hij wetenschappelijk hoofdambtenaar aan het Instituut voor Muziekwetenschap van de Rijksuniversiteit Utrecht. Hij groeide in 1965 door tot lector in instrumentkunde, specialiteit orgelkunde. Hij leidde een generatie organologen op, onder wie Gert Oost. Het lectoraat werd vlak voor zijn emeritaat omgezet in een hoogleraarschap. Op zijn 65e verjaardag kreeg hij een huldebundel met artikelen van collegae in zijn vakgebied, getiteld Visitatio Organorum. Voor zijn werkzaamheden werd hij benoemd tot officier in de Orde van Oranje-Nassau. Tekenend is wel dat de leerstoel instrumentkunde direct werd wegbezuinigd zodra hij in 1982 met pensioen ging. 
Als orgeladviseur werd Vente talloze keren ingeschakeld bij beoordeling en de daaruit voortvloeiende restauratie van orgels, waar ook in Nederland. Hij was voorts jarenlang voorzitter van de International Society of Organbuilders, tot 1986 voorzitter van de Vereniging voor Nederlandse Muziekgeschiedenis en tot 1 juli 1989 orgeladviseur van de Hervormde Gemeente van Utrecht. 
Vente werd in familiekring gecremeerd. De Stichting Utrechts Orgelarchief Maarten Albert Vente draagt in de 21e eeuw nog steeds zijn naam en beheert zijn archief.

## Publicaties (selectie)
- 1958 (herziening 1963) Die brabanter Orgel. Zur Geschichte der Orgelkunst in Belgien und Holland im Zeitalter der Gotik und Renaissance.
- 1975: Orgels en organisten van de Dom te Utrecht van de 14e eeuw tot heden
- 1967: Aeneas Egbertus Veldcamps, drager van Oudhollandse orgeltradities
- 1965 (herzien in 1971 en 1980) Bouwstenen voor een geschiedenis der toonkunst in de Nederlanden
- samen met Flor Peeters: De orgelkunst in de Nederlanden.

Zijn werk gold onder musicologen en musici als theoretisch, vooral geschikt als naslagwerk en minder gericht op de muziekpraktijk.